# Copa de Europa de baloncesto 1958-59
La temporada 1958-59 de la Copa de Europa (la máxima competición de clubes de baloncesto de Europa) fue la 2.ª edición de la Copa de Europa y la organizó la Federación Internacional de Baloncesto (FIBA). Fue ganada por el ASK Riga por segunda vez consecutiva ganando los dos partidos de la final contra el Akademik (79–58 y 69–67). Anteriormente, habían ganado al Lech Poznań polaco en semifinales y al Honvéd húngaro en cuartos de final.

## Ronda preliminar
| Equipo                         | Resultado | Equipo           | Ida   | Vuelta |
| ------------------------------ | --------- | ---------------- | ----- | ------ |
| Étoile de Charleville-Mézières | 140–67    | Barreirense      | 77–40 | 63–27  |
| Sparta Bertrange               | 0–4*      | Lech Poznań      | 0–2   | 0–2    |
| Engelmann                      | 125–188   | Spartak ZJŠ Brno | 69–92 | 56–96  |
| Steaua Bucureşti               | 147–124   | Wissenschaft     | 81–59 | 66–65  |
| Honvéd                         | 4–0*      | Sundbyberg       | 2–0   | 2–0    |
| Urania Geneva                  | 104–134   | Real Madrid      | 58–63 | 46–71  |

*El Sparta Bertrange y el Sundbyberg se retiraron antes de la competición por problemas financieros, por lo que Lech Poznań y Honvéd ganaron sus partidos por 2–0.

## Octavos de final
| Equipo            | Resultado | Equipo                         | Ida   | Vuelta |
| ----------------- | --------- | ------------------------------ | ----- | ------ |
| AEK               | 129–209   | OKK Belgrade                   | 78–84 | 53–125 |
| Pantterit         | 124–173   | Antwerpse                      | 63–60 | 61–113 |
| Lech Poznań       | 155–148   | Spartak ZJŠ Brno               | 87–63 | 68–85  |
| Real Madrid       | 115–118   | Étoile de Charleville-Mézières | 50–39 | 65–79  |
| Simmenthal Milano | –*        | Al-Gezira                      | 72–47 | 0–2    |
| Akademik          | 147–108   | Maccabi Tel Aviv               | 69–50 | 78–58  |
| Honvéd            | 166–133   | Steaua Bucureşti               | 86–52 | 80–81  |

*El Simmenthal Milano fue descalificado al negarse a jugar en una pista al aire libre.
Automáticamente clasificado para los cuartos de final
- ASK Riga (Campeón actual)

## Cuartos de final
| Equipo                         | Resultado | Equipo       | Ida   | Vuelta |
| ------------------------------ | --------- | ------------ | ----- | ------ |
| Antwerpse                      | 141–194   | Lech Poznań  | 80–89 | 61–105 |
| ASK Riga                       | 159–142   | Honvéd       | 79–54 | 80–88  |
| Étoile de Charleville-Mézières | 149–160   | OKK Belgrade | 75–73 | 74–87  |
| Al-Gezira                      | 65–71     | Akademik     | 65–69 | 0–2*   |

*El Al-Gezira no viajó a Bulgaria para la vuelta por razones financieras, con lo cual se le dio el partido por ganado al Akademik por 0–2.

## Semifinales
| Equipo       | Resultado | Equipo   | Ida   | Vuelta |
| ------------ | --------- | -------- | ----- | ------ |
| Lech Poznań  | 153–166   | ASK Riga | 84–76 | 69–90  |
| OKK Belgrade | 156–163   | Akademik | 79–69 | 77–94  |

## Final
| Equipo   | Resultado | Equipo   | Ida   | Vuelta |
| -------- | --------- | -------- | ----- | ------ |
| ASK Riga | 148–125   | Akademik | 79–58 | 69–67  |

| Campeones de la Copa de Europa 1958-59 |
| -------------------------------------- |
| ASK Riga Segundo título                |